# 宇陀金ごぼう

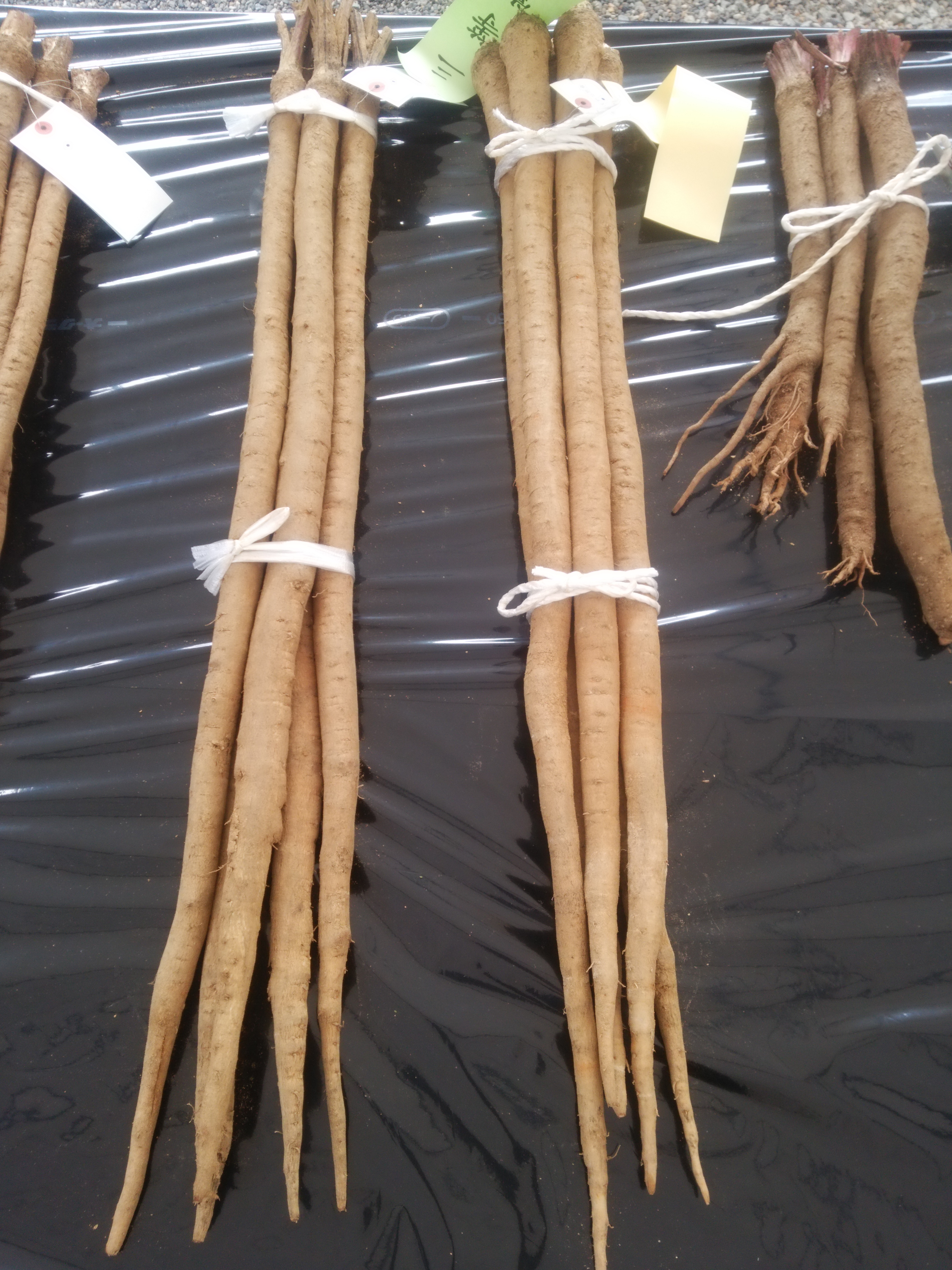
大和の伝統野菜「宇陀金ごぼう」

宇陀金ごぼう（うだきんごぼう）は、キク科の根菜で、奈良県宇陀市特産のゴボウである。

県内で古くから栽培され、親しまれてきた伝統野菜の一つとして、奈良県 により「大和野菜」に認定されている。

## 歴史
宇陀では昔からゴボウの生産が盛んに行われており、1891年（明治24年）の『大和国町村誌集』には、宇陀郡の榛原村、伊那佐村、神戸村、政治村〔ママ〕（いずれも現在の宇陀市）の複数の集落で物産として「牛蒡」が挙げられている。

明治初期から、「大和牛蒡」または「宇陀牛蒡」の名で京阪神市場に知られ、高い評価を受けていた。

1924年（大正13年）の『本場に於ける蔬菜栽培秘法』に「宇陀ごぼうの深耕法」の項があり、この頃にはゴボウ生産の本場とされていたことが分かる。それによると、深耕法は人件費がかかるが農閑期なので採算が合うと言われる、と記されている。

収穫時の重労働と後継者不足、労働力不足、連作障害などの理由で、戦後は衰退していたが、掘り取り作業が機械化され、また2005年（平成17年）10月5日に大和野菜に認定されたことで、栽培が増えている。

## 特徴
宇陀市の、粘質で保水性に優れ粒子が細かい土壌と、昼夜の温度差が生み出した風土産物であるといえる。

栽培される土壌には雲母が多く含まれ、掘り出したゴボウの表面に付いて、金粉をまぶしたようにきらきらと美しく輝くことから、「金ごぼう」あるいは「金粉ごぼう」と呼ばれ、特に正月の縁起物として珍重された。

長いもので130cmほど、直径は7cmを超えるものもある。

柔らかな肉質でありながら歯ざわりがよく、ゴボウ特有の芳香と風味に優れた、非常に質の高いゴボウである。

## 産地
宇陀市榛原(旧榛原町)など宇陀地方でも比較的平坦な口宇陀と呼ばれる地域。

## 利用法

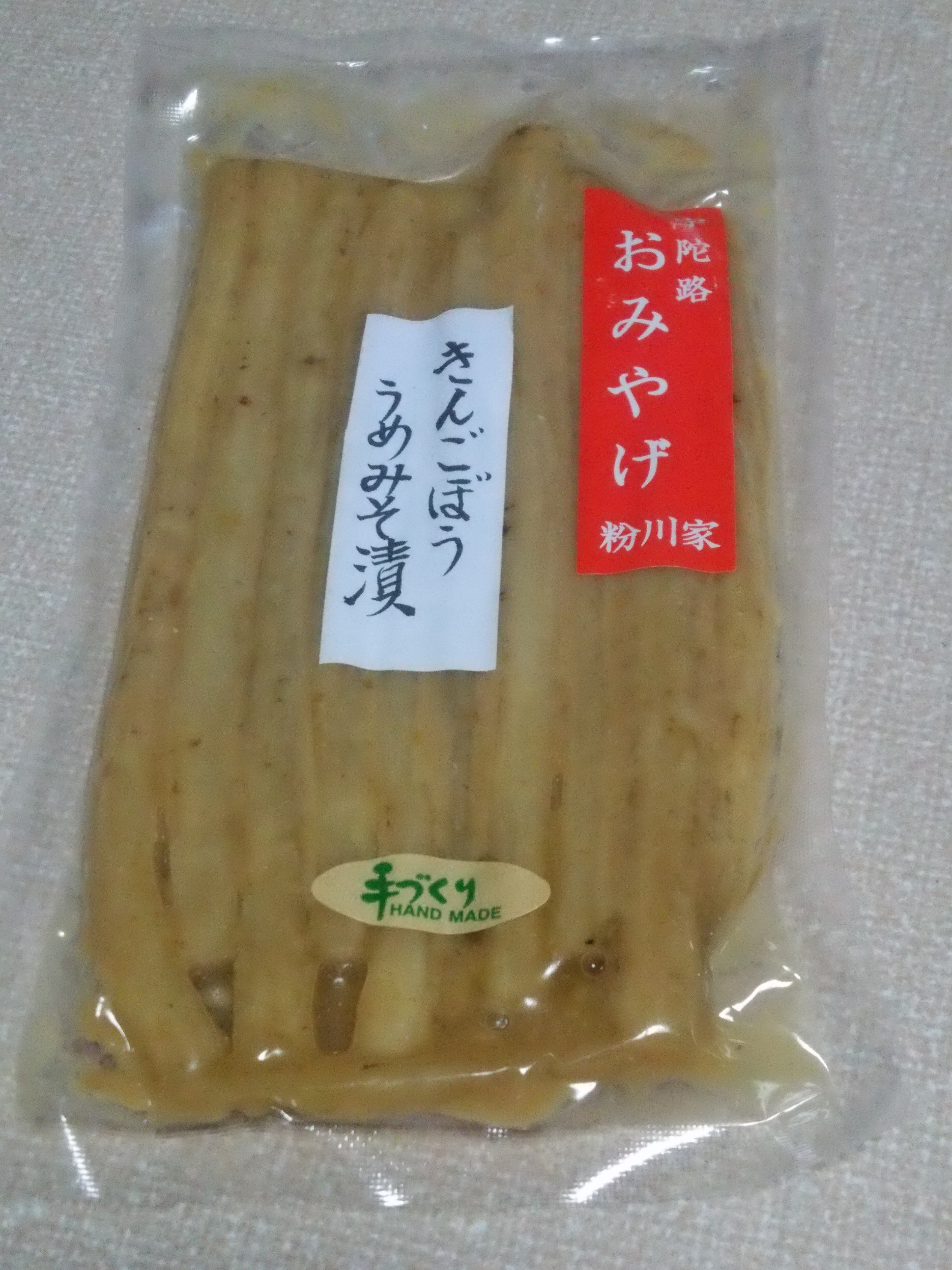
宇陀金ごぼうのうめみそ漬け

太い方が身が柔らかく、細いものはカリカリとした食感を楽しめる。
たたきごぼう、煮しめ、きんぴら、天ぷら、あら炊き等、用途は広い。
地元では、酒と醤油で味付けして炊き上げるごぼう飯としても食べられる。また、パリパリとした食感を活かして漬物にも加工されている。

## その他
- 2015年（平成27年）1月に創設された大相撲の優勝力士に贈られる奈良県知事賞の副賞として、宇陀金ごぼうをはじめ奈良県産食材を使った「ちゃんこ大和づくし」300人前が贈られることになった[3]。